# Piti (sopa)

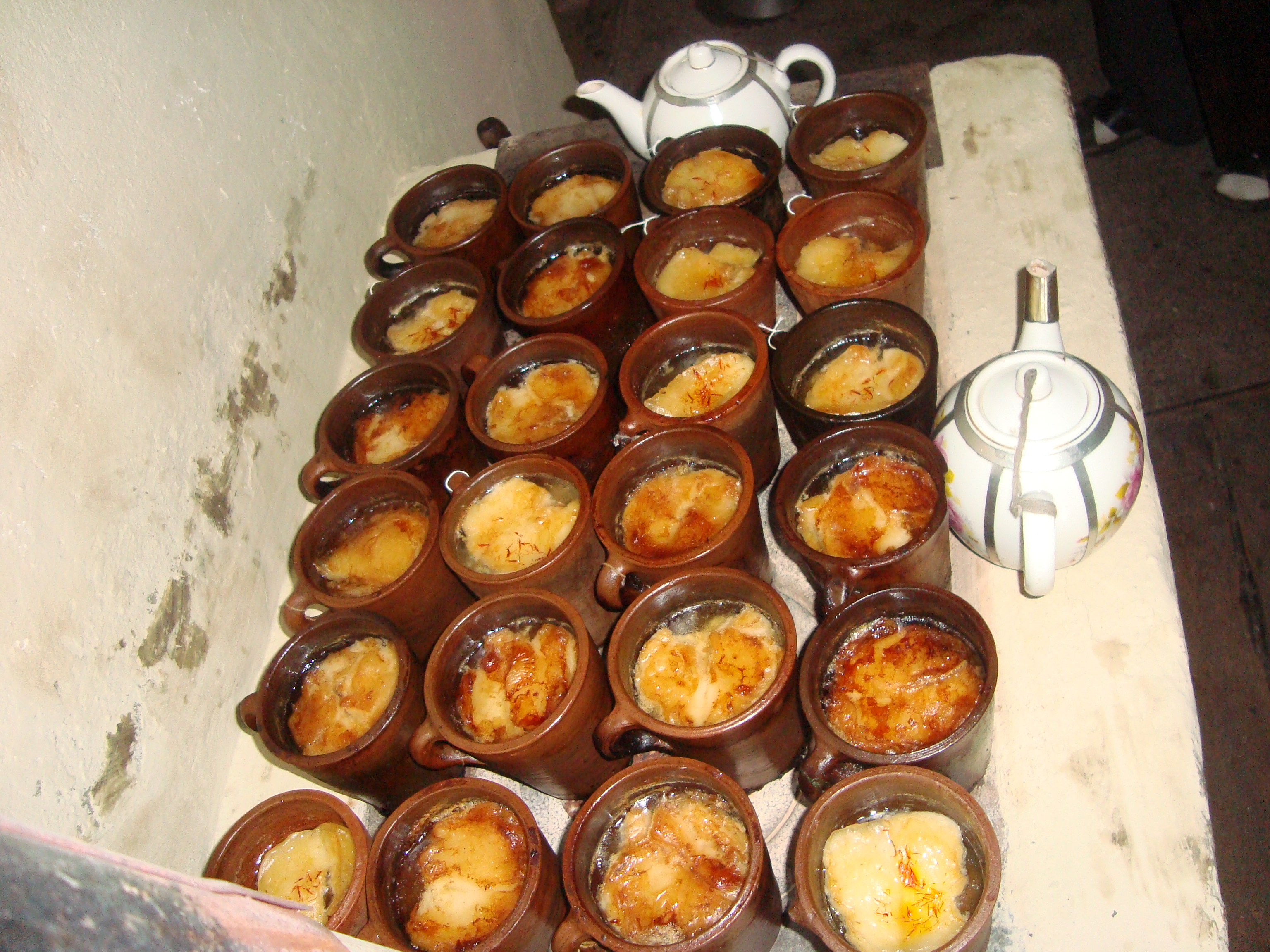
Tabuleiro com panelas de piti

Piti é uma sopa típica do Azerbaijão preparada em panelas individuais de barro vidrado e com tampas que vedam bem; as panelas com a mistura são colocadas em tabuleiros no forno. A mistura inclui carne de carneiro, que é o ingrediente principal desta sopa, tomate, batata, grão-de-bico e várias ervas aromáticas, e é cozida em água aromatizada com açafrão.
Tradicionalmente, a panela é acompanhada com um prato onde se pode comer separadamente a carne, normalmente com um plov, ou pão ("chorek", na língua local), depois de comer o caldo com os vegetais. Este tipo de sopa é também popular no Irão (onde é chamada "dizi" ou "abgusht") e na Arménia, onde tem o nome de "putuk", que é a palavra local para a panela de barro.